# Sophie Pedersen
Sophie Petrine Pedersen (15. januar 1885 på Frederiksberg – 1. oktober 1950) var en dansk maler.
Pedersen er uddannet ved Tegne- og Kunstindustriskolen for Kvinder; Kunstakademiet hos Viggo Johansen og Sigurd Wandel i perioden 1904-10.
Sophie Pedersen malede portrætter, figurbilleder, bybilleder fra København og landskaber. Hun var en fin skildrer af københavnske gader og parker, og i disse billeder og i mange landskaber var det lyset og atmosfæren, der optog hende. Hun blev med tiden mere impressionistisk i malemåden og lysere i farveholdningen. Pedersen var formand for Kvindelige Kunstneres Samfund i perioden 1921-24.
Hun var ugift og er begravet på Asminderød Kirkegård.

## Hæder
- 1913, 1916, 1920 Akademiets legat
- 1926 Den Sødringske Opmuntringspræmie (for Landskab fra Sydfrankrig)
- 1946 Eckersberg Medaillen (for Stjerner)
- 1948 Zacharias Jacobsens Legat